# 奥田準二
奥田 準二（おくだ じゅんじ、1958年 - ）は、京都府福知山市出身の消化器外科医であり、現在、大阪医科大学 一般・消化器外科 准教授、及び同大学附属病院 消化器外科 医長を務める。腹腔鏡下大腸手術を専門とする。

## 経歴
- 1958年 福知山市に生まれる。
- 1984年 大阪医科大学を卒業。同年6月に同大学の一般・消化器外科に入局。
- 1996年 米国オハイオ州に留学。（4月～10月）
- 2003年 4月に同大学 診療助教授に就任。
- 2005年 4月に同大学附属病院 消化器外科 医長に就任。
- 2007年 4月に同大学 准教授に就任。

## 著書
- 腹腔鏡下大腸手術の最前線2 大腸疾患に対する外科治療の新戦略（ISBN 4-81-591759-0）